# Hry dobré vůle

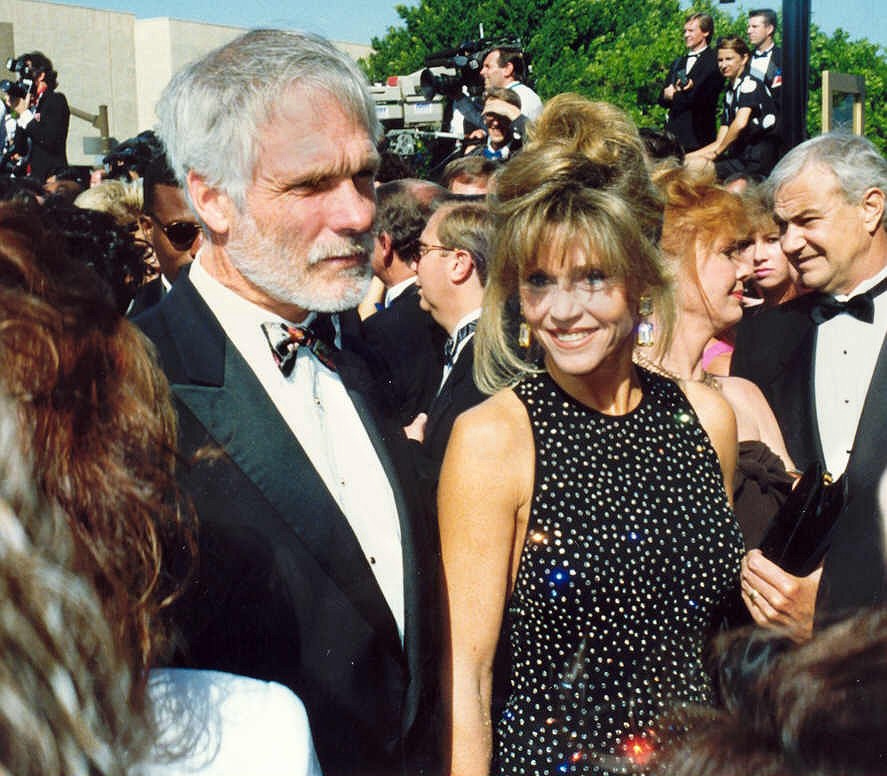
Zakladatel Her dobré vůle Ted Turner v roce 1992 (se svou tehdejší manželkou Jane Fondovou)

Hry dobré vůle (anglicky Goodwill Games) byly mezinárodní sportovní akce pro zvané špičkové sportovce, pořádané nepravidelně v letech 1986–2001.

## Přehled
| Název                   | Rok  | Místo                               |
| ----------------------- | ---- | ----------------------------------- |
| I. hry dobré vůle       | 1986 | Moskva, Sovětský svaz               |
| II. hry dobré vůle      | 1990 | Seattle, Spojené státy americké     |
| III. hry dobré vůle     | 1994 | Petrohrad, Rusko                    |
| IV. hry dobré vůle      | 1998 | New York, Spojené státy americké    |
| I. zimní hry dobré vůle | 2000 | Lake Placid, Spojené státy americké |
| V. hry dobré vůle       | 2001 | Brisbane, Austrálie                 |

VI. hry se měly konat v roce 2005 ve Phoenixu (Arizona) v USA. II. zimní hry se měly konat v roce 2005 v Calgary v Kanadě.

## Historie
Na začátku 80. let 20. století studená válka přímo ovlivnila i světový sport. V roce 1980 Spojené státy bojkotovaly letní olympijské hry v Moskvě na protest proti sovětské invazi do Afghánistánu. Sovětský svaz s dalšími zeměmi východního bloku v odvetu zakázal účast svých sportovců na letních olympijských hrách v Los Angeles v roce 1984.
Americký mediální magnát a vlastník televize CNN Ted Turner přišel v tu dobu s myšlenkou uskutečnit sportovní soutěž, ve které by se utkávali především sportovci obou zemí. Turner, který měl blízké kontakty s Michailem Gorbačovem, prosadil myšlenku a první hry uspořádal v roce 1986, deset let od posledního přímého střetnutí sovětských a amerických sportovců na letních olympijských hrách.

### I. hry dobré vůle 1986
První Hry dobré vůle se uskutečnily od 5. do 20. července 1986 v Moskvě. Zúčastnilo se jich více než 3000 sportovců. V průběhu her padlo šest světových rekordů. Hry přinesly následující vrcholné události:
- Jackie Joynerová-Kerseeová vytvořila světový rekord v atletickém sedmiboji výkonem 7148 bodů.
- Ve skoku o tyči překonal Sergej Bubka světový rekord výkonem 601 centimetrů.
- Běh na 100 metrů vyhrál v nejrychlejším čase historie Her dobré vůle 9,95 s Kanaďan Ben Johnson.
- Pět zlatých medailí vybojoval ve sportovní gymnastice sovětský gymnasta Valerij Koroljov, mezi ženami získala jeho krajanka Jelena Šušunovová šest medailí ze šesti soutěží, z toho čtyři zlaté.
- Sovětský plavec Vladimir Salnikov překonal světový rekord na 800 metrů časem 7:50,64 minuty.
- Sovětské basketbalistky prohrály ve finále poprvé po 152 výhrách v řadě, jejich přemožitelkami byly Američanky.

Čechoslováci vybojovali medaile v cyklistice, judu, tenisu a vzpírání. Her se zúčastnily i československé týmy v kolektivních sportech – volejbalistky, volejbalisté i basketbalistky obsadili shodně šestá místa.
| Medaile | Jméno                                                  | Sport              | Disciplína                  |
| ------- | ------------------------------------------------------ | ------------------ | --------------------------- |
| Stříbro | Aleš Trčka Svatopluk Buchta Pavel Soukup Theodor Černý | Dráhová cyklistika | stíhací závod družstev 4 km |
| Stříbro | Aleš Trčka                                             | Dráhová cyklistika | bodovací závod              |
| Stříbro | Marián Vajda                                           | Tenis              | dvouhra                     |
| Stříbro | Iva Budařová Marcela Skuherská                         | Tenis              | čtyřhra                     |
| Stříbro | Marián Vajda Karel Nováček                             | Tenis              | čtyřhra                     |
| Stříbro | Anton Baraniak                                         | Vzpírání           | do 110 kg – trh             |
| Stříbro | Anton Baraniak                                         | Vzpírání           | do 110 kg – nadhoz          |
| Stříbro | Anton Baraniak                                         | Vzpírání           | do 110 kg – dvojboj         |
| Bronz   | Jiří Sosna                                             | Judo               | do 95 kg                    |
| Bronz   | družstvo                                               | Házená             | muži                        |

### II. hry dobré vůle 1990

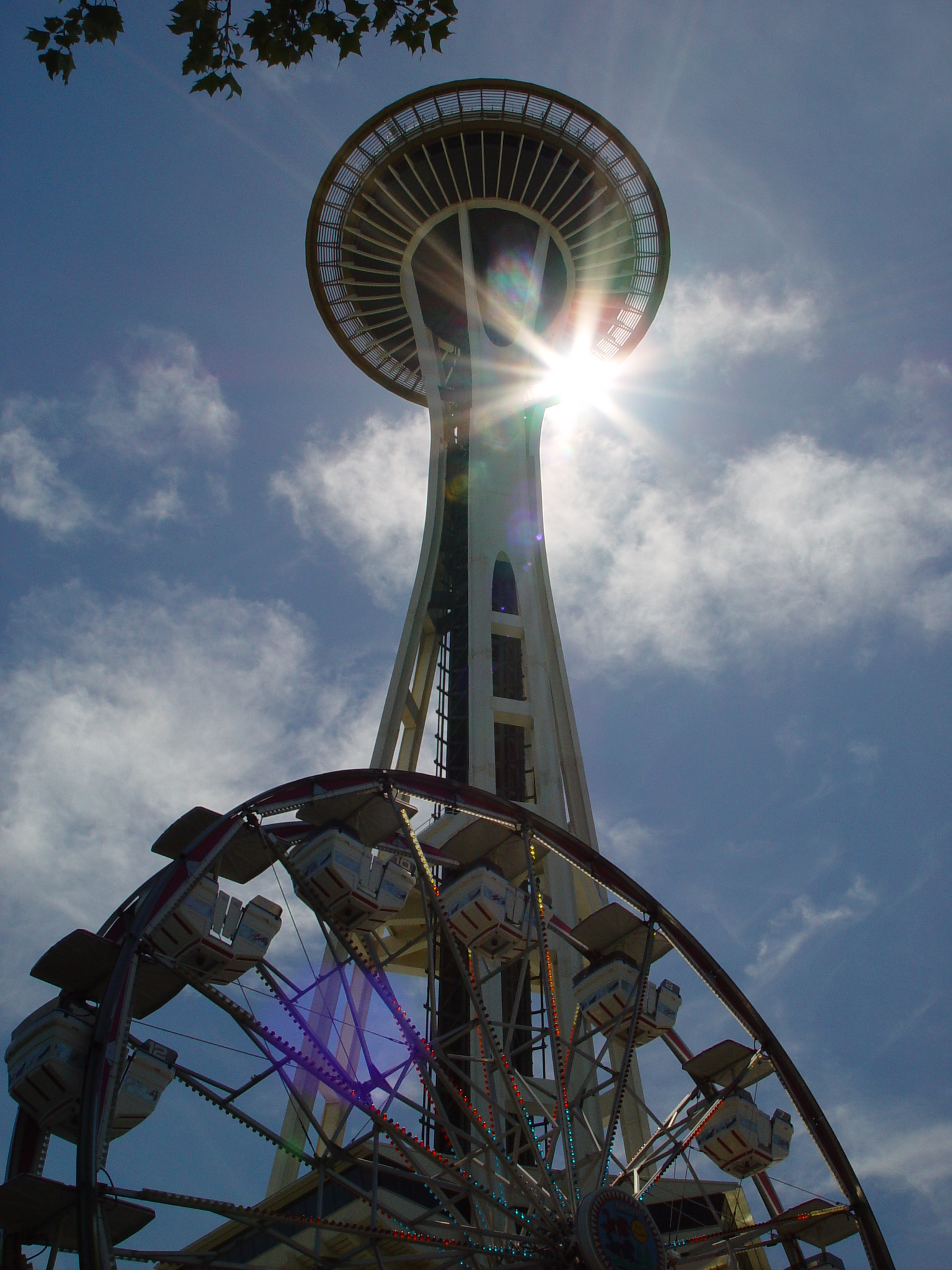
Televizní věž Space Needle v Seattlu se stala jedním ze symbolů her

Přestože Ted Turner prodělal na prvních hrách přibližně 26 milionů dolarů, uspořádal druhé ve Spojených státech. Hry dobré vůle v Seattlu se vyznačovaly mnohem exkluzivnějším startovním polem. Pořadatelé vybírali pečlivě, které sportovce pozvou, z 3500 pozvaných ale dorazilo jen asi 2300 sportovců. Mezi vrcholy her patřily následující události:
- Sovětský reprezentant Alexandr Popov získal tři zlaté medaile v plavání stejně jako Američanka Angel Martinová.
- I když se hry konaly v létě, byly jejich součástí krasobruslařské soutěže, které vyhráli Christi Yamaguchiová, Kurt Browning a sovětské páry.
- V závodě na 200 metrů prsa překonal Mike Barrowman ze Spojených států světový rekord časem 2:11,53 minut.
- Ve finále turnaje basketbalistů porazila Jugoslávie Spojené státy.
- Kubánec Félix Savón zvítězil v turnaji boxerů do 91 kg.
- Duel baseballistů Kuby a USA skončil v semifinále jasnou výhrou Kuby 16:2.

Československo se dočkalo zlaté medaile, kterou vybojoval veslař Václav Chalupa na skifu. Byla to jediná československá medaile na těchto Hrách. Družstvo basketbalistek skončilo v osmičlenném turnaji poslední.
Druhé hry skončily podobným obchodním neúspěchem jako první, ztráta činila 44 milionů dolarů, ve městě bylo o třetinu méně turistů než v jiných termínech. Větší úspěch měl doprovodný kulturní festival.
| Medaile | Jméno          | Sport     | Disciplína |
| ------- | -------------- | --------- | ---------- |
| Zlato   | Václav Chalupa | Veslování | skif       |

### III. hry dobré vůle 1994

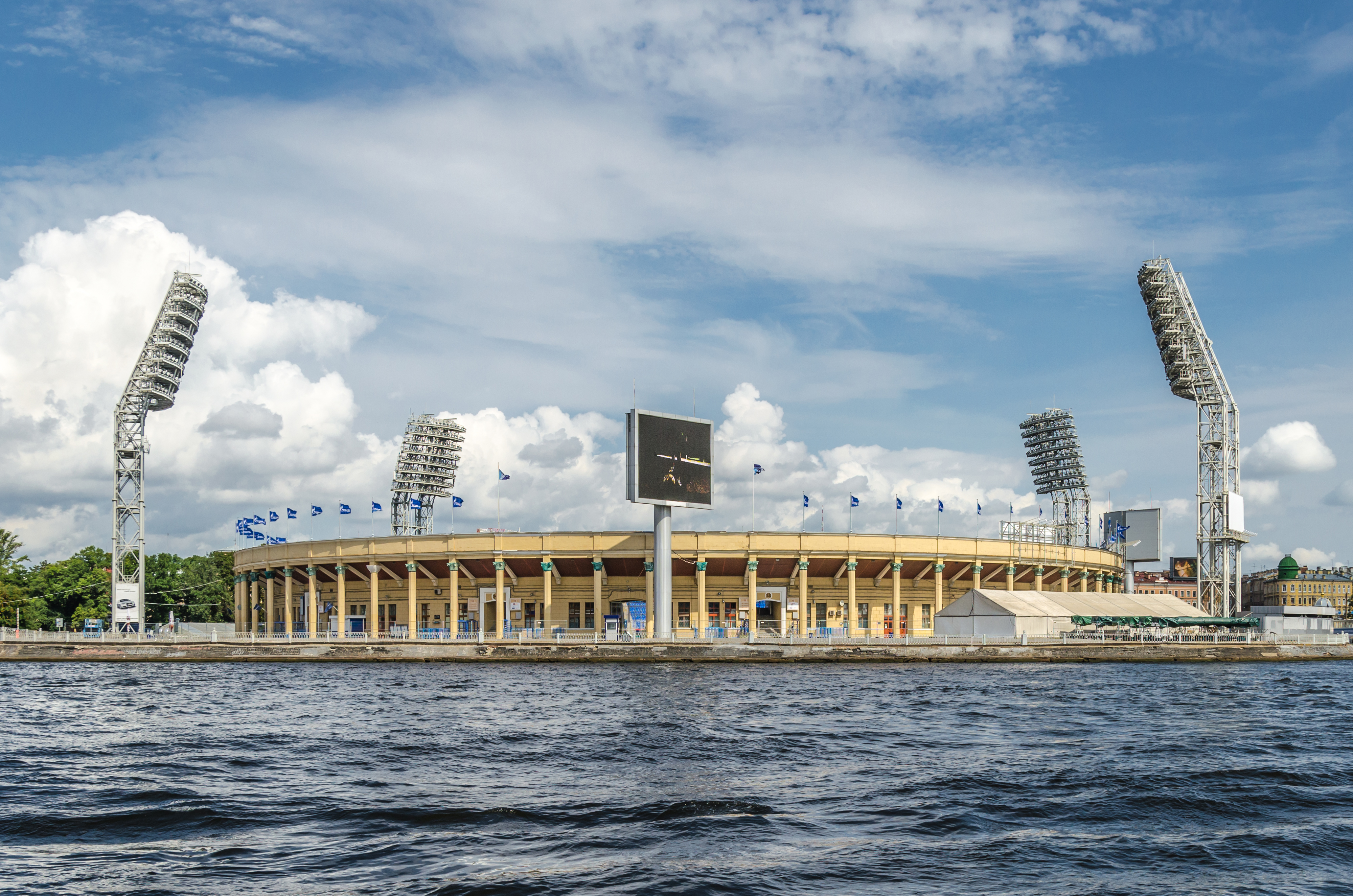
Stadion Petrovskij, dějiště Her dobré vůle 1994

Po rozpadu Sovětského svazu a definitivním pádu železné opony dostal Petrohrad jako pořadatel třetích Her dobré vůle nový impuls – snahu předvést moderní tvář města. Hry zahájil prezident Ruska Boris Jelcin. Her se zúčastnilo na 2000 sportovců.
- Ve skoku do výšky se Javier Sotomayor z Kuby blýskl výkonem 240 centimetrů.
- Americká sprinterka Gwen Torrenceová vyhrála běh na 100, 200 a 4 × 100 metrů.
- Ruský gymnasta Alexej Němov vybojoval pět medailí, z toho čtyři zlaté.
- Na hrách se poprvé představily taekwondo a short track, zatímco plážový volejbal byl vůbec poprvé uveden na velké mezinárodní sportovní akci, dva roky před svou olympijskou premiérou.
- Jediný fotbalový zápas sehrálo Rusko s výběrem světa (např. Toni Schumacher, Lajos Détári nebo Oleg Salenko), vyhrálo 2:1.
- Ruští vzpěrači překonali pět světových rekordů.

Česko reprezentovaly jen veslařky, které v obou závodech osmiveslic obsadily šesté místo.

### IV. hry dobré vůle 1998
Návrat her do Spojených států přinesl soutěže přímo do New Yorku. Přestože je pořadatelé označili za nejúspěšnější v historii, zejména díky slušně zaplněným tribunám a velkému zájmu hlavně zahraničních televizních společnosti (přenosy a záznamy se podle Turnerovy společnosti vysílaly ve více než 100 zemích), ve skutečnosti byl jejich ohlas přímo v New Yorku mizivý a soutěže těžko prorážely v konkurenci jiných sportovních akcí.
- Jackie Joynerová-Kerseeová vyhrála čtvrtý sedmiboj na čtvrtých hrách.
- Čtvrtkaři Spojených států amerických překonali světový rekord ve štafetě na 4 × 400 metrů, Michael Johnson s Pettigrewem, Washingtonem a Youngem zaběhli čas 2:54,20 minuty.
- Marion Jonesová vyhrála běhy na 100 i 200 metrů.
- Ve finále boxerského turnaje ve váze do 91 kg knockoutoval Félix Savón DaVarryla Washingtona ze Spojených států za pouhých 55 sekund.
- Americký plavec Bill May byl prvním mužem, který se zúčastnil velké soutěže v synchronizovaném plavání, společně s Kristinou Lumovou získal stříbro.
- Čínská gymnastka Sang Lan si v tréninku přeskoku zranila krční páteř a ochrnula na dolní část těla.

Česká účast nebyla početná, ale přinesla řadu velkých úspěchů. Kromě dvou medailistů obsadil triatlonista Jan Řehula páté místo, Lukáš Konečný prohrál ve čtvrtfinále boxerského turnaje do 63,5 kg s Rusem Gvasalijou r.s.c.
Ani čtvrtý ročník her neskončil ekonomickým úspěchem, i na populární krasobruslení byly vstupenky vyprodány až po zlevnění, Ted Turner ale dál podporoval akci svými dotacemi a navíc naplánoval první zimní hry.
| Medaile | Jméno            | Sport    | Disciplína |
| ------- | ---------------- | -------- | ---------- |
| Zlato   | Šárka Kašpárková | Atletika | trojskok   |
| Bronz   | Tomáš Dvořák     | Atletika | desetiboj  |

### I. zimní hry dobré vůle 2000
Jediné zimní hry dobré vůle se konaly v roce 2000 v Lake Placid, místě, které hostilo před dvaceti lety zimní olympijské hry. Zúčastnilo se jich 442 sportovců.
- Ve finiši štafety dvojic běžců na lyžích vyhráli domácí Marcus Nash a Justin Wadsworth nad norským tandemem o pouhé dvě desetiny sekundy.
- Konaly se celkem dva sjezdy mužů, oba vyhráli Kanaďané – jeden Ed Podivinsky a druhý Vincent Blanc.
- Závod ve skeletonu vyhrál Jim Shea, vnuk rychlobruslaře Jacka Shea, který skládal za sportovce olympijský slib na zimních olympijských hrách v roce 1932 právě v Lake Placid.
- V krasobruslařské soutěži mužů si po dvanácti letech zopakovali vzájemný souboj z olympijských her v Calgary Brian Boitano, Brian Orser a Viktor Petrenko a skončili ve stejném pořadí na prvních třech místech.

Českou republiku reprezentovali pouze v ledovém korytu bobové dráhy bobisté Pavel Puškár a Jan Kobián, kteří obsadili konečné 5. místo, a sáňkařka Markéta Jeriová (11. místo).

### V. hry dobré vůle 2001
Jako další impuls k oživení myšlenky her zvolil jejich tvůrce přesun do třetí země – po Rusku a Spojených státech se hry konaly v australském Brisbane.
- Vítězem krasobruslařské soutěže se stal Jevgenij Pljuščenko.
- V plaveckých soutěžích, které se konaly jako souboj čtyř reprezentací (USA, Austrálie, Evropské hvězdy a Světové hvězdy) se blýskli domácí plavci Michael Klim a Ian Thorpe.
- Slovenská plavkyně Martina Moravcová vybojovala včetně účasti ve štafetách evropských hvězd čtyři medaile, z toho dvě zlaté.
- Austrálie získala nejvíc medailí (29 zlatých, 25 stříbrných, 20 bronzových).

Českých sportovců v Brisbane startovalo málo, ale dosáhli úspěchů. Kromě tří medailistů byl Martin Krňávek čtvrtý v triatlonovém závodě mužů a Ilona Hlaváčková vybojovala několik cenných bodů při svých individuálních startech pro evropské plavecké družstvo.
| Medaile | Jméno            | Sport    | Disciplína  |
| ------- | ---------------- | -------- | ----------- |
| Zlato   | Jan Železný      | Atletika | hod oštěpem |
| Zlato   | Tomáš Dvořák     | Atletika | desetiboj   |
| Stříbro | Nikola Tomečková | Atletika | hod oštěpem |

Přestože už byly plánované další zimní Hry dobré vůle na rok 2005 do kanadského Calgary, v prosinci 2001 Turnerova společnost oznámila, že z důvodu špatných ekonomických výsledků a ztráty politického významu po rozpadu komunistického bloku další hry pořádané nebudou.